# Hemiceras crassa
Hemiceras crassa är en fjärilsart som beskrevs av William Schaus 1906. Hemiceras crassa ingår i släktet Hemiceras och familjen tandspinnare. Inga underarter finns listade i Catalogue of Life.